# 华东理工大学化工学院
华东理工大学化工学院是华东理工大学最早成立的核心主干学院，目前院长为博士生导师辛忠教授，目前共200多名教职员工和1000余名学生。

## 历史
1952年中国高等院校院系调整将整时将上海交通大学、震旦大学（上海）、大同大学（上海）、东吴大学（苏州）、江南大学（无锡）等校的化工系合并成立了华东化工学院，后该校的其他学科逐步发展而成为一个多科性大学并于1993年该校改为现名“华东理工大学”，因而华东理工大学化工学院的成立可追溯到1952年该校成立之时。